# Longitarsus niger
Longitarsus niger là một loài bọ cánh cứng trong họ Chrysomelidae. Loài này được Koch miêu tả khoa học năm 1803.